# Молчанов, Иван Никанорович
- Не следует путать с поэтами Иваном Молчановым-Сибирским и Иваном Евстратьевичем Молчановым

Ива́н Никано́рович Молча́нов (9 марта 1903 — ноябрь 1984) — русский советский поэт. Член Союза писателей СССР (1934).
Всесоюзную славу в 1930-е годы ему принесла песня «Прокати нас, Петруша, на тракторе…» представляющая собой часть его поэмы «Пётр Дьяков» о трактористе Петре Дьякове и скандальное стихотворение «Свидание», вызвавшее негодование критики и полемику в стихах с Владимиром Маяковским, а также популярной в 1943 году фронтовой песней «Дороги дальние».

## Биография
Родился 9 марта (24 февраля) 1903 года в деревне Прислон Шенкурского уезда Архангельской губернии в бедной крестьянской семье.
С четырёх лет — рано лишившись отца, погибшего на лесосплаве — вынужден был просить по деревням милостыню, сопровождая старого деда. С шести лет работал подпаском, затем «казачком» у купца, который выгнал его за посещение тайком школы. Вместе с матерью работал на выгрузке дров из вагонов и подаче их на паровозы.
Революцию встретил восторженно, и, как только исполнилось 16 лет, в апреле 1919 года добровольцем записался в ряды Красной Армии, служил в 6-й армии, державшей на Севере фронт против белогвардейцев и англо-американских интервентов. Здесь впервые написал стихи, отправив их в газету политотдела армии. В боях за Архангельск был тяжело ранен и демобилизован.
Придя с фронта вернулся на железную дорогу, но после ранения работать как прежде уже не мог, был сторожем на складе станции Холмогорская — здесь организовал одну из первых комсомольских ячеек, стал её секретарём. В 1921 году вступил в ряды ВКП(б). Вскоре был избран секретарём райкома комсомола в Исакогорке, затем членом бюро Архангельского горкома комсомола. Был направлен на курсы Губполитпросвета, после окончания которых как начинающий литератор был направлен Архангельским губкомом РКСМ на работу в губернскую газету «Волна».
Работая в газете, посещал литературную студию Пролеткульта, его стихи стали появляться в местной печати и в московских газетах «Гудок» и «Юношеская правда». В 1924 году в Архангельске в типографии губсовпартшколы была напечатана первая книжка стихов «Светлая родня».
В 1924 году Архангельским губкомом партии направлен на учёбу в Москву, в Государственный институт журналистики. Учась в столице, вступил в литературную группу комсомольских поэтов и прозаиков «Молодая гвардия».
Стихи появляются в газетах «Правда» и «Молодой ленинец». В 1925 году издаётся первый сборник стихов.
Окончив институт, работал ответственным секретарём журнала «Комсомолец», вышло несколько книг его стихов, получивших широкую популярность.
С образованием в 1934 году Союза писателей СССР в этом же году был принят в его члены, и в июне 1935 года как представитель Правления Союза писателей СССР был делегатом первого съезда писателей Северного края.
В годы Великой Отечественной войны с 1941 года был фронтовым корреспондентом газеты «Советский воин» Юго-Западного фронта, затем во фронтовой газеты «Суворовский натиск» 2-го Украинского фронта, закончил войну в Праге. Награждён орденами Красной Звезды (1943) и Отечественной войны II степени (1945) и медалью «За победу над Германией».
Есть у событий свой закон,
Свои пути, свои дороги:
Толстой от церкви отлучен,
Я – отлучен от синагоги.
После войны продолжал творческую деятельность, выпуская сборники стихов и активно участвуя в литературной жизни столицы, близко знакомый со многими известными писателями и поэтами. Несмотря на возраст, неунывающий балагур, любивший покутить, регулярно попадающий в какие-нибудь истории, был «грубоватым острословом, но нежным и добрым человеком по сути своей».
В 1983 году «за многолетнюю плодотворную литературную и общественную деятельность» награждён Почётной грамотой Президиума ВС РСФСР.
Последний прижизненный — сорок первый по счету сборник поэта «Дороги сердца» вышел в Москве, в издательстве «Советский писатель», в 1984 году.
Умер в ноябре 1984 года в Москве.

## Творчество
Дебют состоялся в 1919 году в газете политотдела 6-й армии, где было напечатано первое стихотворение красноармейца Ивана Молчанова «Еще натиск». Затем в том же году были написаны стихи «На фронт», «Ухожу, до свидания, мама!» и другие. В начале печатался под псевдонимами: Буфер Северный; И. М.; И. М-ов; Илья Малый; Колька Малый; К-Ц Далер; Пехотинец Василий Кубышка.
В 1922 году стихи начали публиковаться в газетах. Первая небольшая книжка стихов «Светлая родня» была напечатана в 1924 году в типографии архангельской губсовпартшколы. Через год в Москве в издательстве Новая Москва вышел его сборник стихов «Борьба и сердце».
В 1927 году получило известность его стихотворение «Свидание», ставшее поводом для разногласий в литературной среде.
В 1930 году всесоюзную известность ему принесла песня «Прокати нас, Петруша, на тракторе…» на его стихи из поэмы «Пётр Дьяков».
Посетив Сталинградский тракторный завод написал «Тракторострой».
До войны вышли сборники стихов «Огонь», «Каспийское солнце», «Паровозная родня», «Военная молодость», «Балтика», «Между двумя семафорами».

### Стихотворение «Свидание»
Стихотворение «Свидание», опубликованное в газете «Комсомольская правда» в 1927 году, о расставании парня с девушкой, было резко негативно воспринято критикой.
Это стихотворение было указано в издаваемой в 1930-е годы «Литературной энциклопедии» как типичность мелкобуржуазности и мещанства:

Наиболее развернутое противопоставление гражданской войны и строительства дано в печально знаменитом стихотворении «Свидание», напечатанном в «Комсомольской правде» и вызвавшем решительное осуждение литературной и комсомольской общественности. Тезис «Свидания» — «тот, кто боролся, имеет право у тихой речки отдохнуть» — является основным и в сб. «Военная молодость» (1930), выражающем мелкобуржуазное понимание Октябрьской революции.
Череп, што ль, пустеет чаном,
выбил мысли грохот лирный?
Это где же вы, Молчанов,
небосвод узрели мирный?

не бойтесь красивого слога
поэта, музой венча́нного!
Просто и строго
ответьте на лиру Молчанова:
— Прекратите ваши трели!
Молчи, Молчанов! Будь покоен,
Пиши себе на шермака.
 Ты, братец, грома не достоин,
И не достоин кулака.
Оно послужило поводом литературного скандала — на него Владимир Маяковский откликнулся стихотворениями «Письмо к любимой Молчанова…» и «Размышления о Молчанове Иване и о поэзии», поэт Александр Безыменский стихотворением «Несостоявшееся свидание», а председатель ВАПП критик Авербах с негодованием отозвался в статье:

Молчанов — поэт чрезвычайно маленький… Его поэтическая деятельность — отражение света, излучаемого Безыменским, Жаровым, Уткиным. Его пафос отдает фальшивой риторикой. Внутренняя бессодержательность молчановского творчества становилась и становится все более явной. Так рождается стихотворение «Свидание».— Леопольд Авербах в статье «Новые песни и старая пошлость», газета «Комсомольская правда» за 2 октября 1927 года
Однако, за поэта неожиданно заступился Максим Горький:

Недавно трое литераторов — Авербах, Безыменский и Маяковский — единодушно спустили собак своего самолюбия на поэта Ивана Молчанова — хорошего поэта, на мой взгляд. … Я говорю «цензорам нравов»: к людям такого типа и «образования», каков Молчанов, должно быть установлено иное отношение, их надобно высоко ценить и заботливо учить, а не орать и не лаять на них. Авербах, вероятно, поэт из племени интеллигентов, Маяковский — интеллигент-анархист, Безыменский — сын купца: все трое — люди, не нюхавшие того пороха, которым нанюхался Молчанов. Если эти именитые люди чувствуют себя способными учить и воспитывать младшую братию, они прежде всего сами должны научиться делать это в формах, не оскорбительных для «учеников».— из статьи Максима Горького «О возвеличенных и „начинающих“», газета «Известия» за 1 мая 1928 года

### Песня «Дороги дальние»
Чуть горит зари полоска узкая,
Золотая, тихая струя…
Ой ты, мать-земля родная, русская,
Дорогая родина моя!

В серебре деревья, как хрустальные,
Но тревожен зимний их убор.
И бегут, бегут дороги дальние
Средь полей в немереный простор.

Ой, доро́ги, дымные, военные,
За Москву тяжёлые бои!..
На дорогах воры иноземные
Растеряли головы свои.
Стихи Молчанова становились песнями и без его ведома: так в 1943 году на Юго-Западном фронте привезли грампластинки с песней «Дороги дальние» — на его стихотворение «Дороги» опубликованное ещё осенью 1941 года в газете 5-й армии Западного фронта «Уничтожим врага». Оказалось, что стихотворение было перепечатано газетой «Вечерняя Москва», где его увидел композитор Леонид Бакалов, песня исполнялась по радио, была популярна в тылу и на фронте, и была записана на пластинку.

### Отдельные издания
- Светлая родня: стихи. — Архангельск: Издание Архангельской Губсовпартшколы, 1925. — 16 с.
- Борьба и сердце: Стихи / Предисл. Г. Лелевича. — М.: Новая Москва, 1925. — 78 с. — (Библиотека рабоче-крестьянской молодежи. Под общ. ред. МК РЛКСМ).
- Паровозная родня: Стихи / Иван Молчанов. — М.: Гудок, 1926. — 55 с. — (Библиотека газеты «Гудок» № 37).
- Жизнь улыбается: Избранные стихи. (1923—1926) / Иван Молчанов, Михаил Юрин. — Тифлис: Красные всходы, 1926. — 61 с.
- У косматого костра: Сборник / Стихи И. Молчанова; Рассказы И. Рахилло; Рис. Л. Фейнберг. — М. — Л.: Гос. изд-во, 1926. — 62 с.
- Беглянка: Стихи для детей / Рис. П. Кузнецова. — М.: Госиздат, 1927. — 20 с.
- Колька и Ленин: Рассказ для детей / Ил. С. Костин. — М.: Госиздат, 1927. — 14 с.
- Огонь: Стихи. — М. — Л.: Молодая гвардия, 1927. — 90 с.
- Между двумя семафорами: Вожди: Рассказы / Рис. Г. Клинча. — М.: Рабочая Москва, 1928. — 64 с. — (Библиотечка «Рабочей Москвы» № 4).
- Морошка: Рассказ в стихах (для детей младшего и среднего возраста) / Рис. К. Кишкина. — М. — Л.: Госиздат, 1928. — 23 с.
- Избранные стихи. — М.: Огонек, 1928. — 48 с. — (Библиотека «Огонек»; № 399).
- Борьба идёт!: Стихи. — М.: ЦК МОПР СССР, 1929. — 32 с. — (Художественная библиотечка МОПР).
- Комсомольские стихи. — М.: Молодая гвардия, 1930. — 32 с. — (Библиотечка «Смены»).
- Военная молодость: стихи / Ил.: Г. Берендгоф. — М. — Л.: Земля и фабрика, 1930. — 209 с.
- Каспийское солнце: Стихи. — М.: Молодая гвардия, 1930. — 55 с.
- Тракторострой: Стихи / Под ред. М. Бродского-Краснова. — Саратов; М.: Огиз РСФСР, 1931. — 64 с.
- Балтика: публицистическая лирика / Ил.: А. Короткин. — М.: Молодая гвардия, 1933. — 76 с.
- Север: Стихи. — Архангельск: Севкрайгиз, 1934. — 68 с.
- Ветер с Беломорья: Стихи. — М.: Советский писатель, 1937. — 77 с.
- Избранное: Стихи. — Архангельск: Севгиз, 1937. — 97 с.
- Под солнцем Москвы: Стихи. — М.: Московский рабочий, 1948. — 160 с.
- Рассказы о моих друзьях / Ил.: С. Г. Григорьев. — Архангельск: Архангельское издательство, 1948. — 87 с.
- Стихи и поэмы. — Архангельск: Архангельское областное гос. издательство, 1950. — 164 с.
- Избранное: Стихи. — М.: Советский писатель, 1950. — 155 с.
- Золотой полдень: Стихи. — М.: Советский писатель, 1954. — 150 с.
- В лесах Севера: Повесть (Для сред. школьного возраста) / Рис. В. Винокура. — М.: Детгиз, 1955. — 95 с.
  - В лесах Севера: Повесть (Для сред. школьного возраста) / Ил.: Ю. Лихачев. — Пермь: Книжное издательство, 1958. — 95 с.
- Я иду по любимой России: Стихи. — М.: Советская Россия, 1961. — 255 с.
- Стихи разных лет. — М.: Московкий рабочий, 1963. — 112 с.
- Тебе, мой комсомол!: избранные стихи.— Архангельск, 1968
- Избранная лирика. — М.: Молодая гвардия, 1970. — 32 с. — (Библиотечка избранной лирики).
- Мой берег: Стихи. — М., 1974. — 93 с. (Библиотечка журнала «Советский воин»; № 11 (690) 1974).
- Полувековье: Стихотворения / Ил.: В. Я. Мирошниченко. — М.: Советская Россия, 1975. — 192 с.

### В периодике
- И в рабкоре томился поэт: автобиографическая новелла в стихах // Правда Севера. — 13 февраля 1982.
- Память: стихотворение // Правда Севера. — 19 февраля 1983.